# Africa 24
Africa 24 est une chaîne de télévision d’information internationale en continu qui émet en français 24 heures sur 24 et 7 jours sur 7. La chaine a été créée le 5 février 2009 par le Camerounais Constant Nemale, PDG et actionnaire majoritaire. Son siège international est situé à Paris en France et elle dispose également d'un siège de production à Dakar au Sénégal
Africa 24 se veut concurrente de l'américaine CNN, la britannique BBC World News, la française France 24, la paneuropéenne Euronews, l’allemande Deutsche Welle, ou encore la qatarienne Al Jazeera.
En novembre 2022, Afrimedia International a réalisé le lancement de trois nouvelles chaînes full HD dans le bouquet Canal+ Afrique : Africa 24 Infinity (Canal 65) première chaîne panafricaine consacrée à l'industrie créative (Music, mode, art, culture, cinéma); Africa 24 Sport (Canal 109) Première chaîne panafricaine d'informations sportives et de compétitions continentale et Africa 24 English (Canal 176), Première chaîne d'information et d'évènements consacrée à l'Afrique tout en anglais. 
Africa 24 devient le premier et unique éditeur de chaînes détenant quatre déclinaisons consacrées à l'Afrique. L'ensemble des productions du Groupe Africa 24 est réalisé par son agence de presse intégré, ANA (Afrimedia News Agency) qui dispose des bureaux à Dakar (Sénégal), Abidjan (Côte d'Ivoire), Yaoundé et Douala (Cameroun) et Casablanca (Maroc). 

## Note d'intention d'Africa 24
« C’est la passion pour l’Afrique. Je suis africain et c’est la dimension de faire quelque chose pour l’Afrique qui m’a amené à créer un outil qui valorise le continent. L’objectif est de faire en sorte qu’on puisse voir une autre facette de l’Afrique partout. » Constant Nemale, le fondateur d'Africa 24.

## Émissions
Journal télévisé : chaque soir, le JT fait un résumé de l'actualité africaine du jour.
African Union Journal : Historique. le premier magazine consacré aux activités de l'Union Africaine et de tous ses état membres. Entretiens, reportages et analyse des actions de la plus grande institution politique du continent
ANR (Africa News Room) : un talk-show quotidien sur l'information du continent avec la participation d'éditorialistes de l'Afrique et de nombreux invités
Interview : un dirigeant politique ou de la vie économique d'un pays d'Afrique est invité à débattre des sujets brûlants sur le continent.
Face à nous : un homme politique dévoile son programme, ses projets en cours et  venir, ainsi que ses ambitions pour le continent
Interview : un regard dense et percutant sur le monde économique en Afrique. 
Le MAG : Une émission culturelle,  nous présente un entrepreneur : son parcours, ses difficultés, son quotidien, ses ambitions; créatrices de monde, créateur de centre de formation en Afrique, esthéticienne, commerçant équitable…
Femina : Un magazine consacré au leadership féminin et à la réussite des femmes en Afrique
Ciné 24 : Tout l'univers du monde du cinéma à travers ses principaux acteurs 
Mode 24 : Le premier magazine entièrement consacré à tous ceux qui font la mode sur le continent
Music 24 : Chaque musicien du continent dévoile le secret de son parcours et de sa réussite
JT des régions : le JT des régions fait le résumé de l'actualité de la journée de chaque région d'Afrique

## Développement
La chaîne Africa 24 a été fondée par Constant Nemale, Président de la société éditrice initiale Afrimédia SA . Celle-ci appartient à son tour à 100 % à la Holding S.A. Afrimédia International, dont le siège social est basé au Luxembourg et qui appartient à hauteur de 80 % au même Constant Nemale. Depuis 2012, la république du Cameroun est le partenaire institutionnel de référence avec 10 % du capital de Afrimedia International . Afrimédia a ouvert son capital à plusieurs autres États africains.
Africa 24 a été désignée meilleure télévision en Afrique en 2021 par les experts et jury de l'hebdomadaire économique africain Financial Afrik.